# Bejoy Krishna Acharya
Bejoy Krishna Acharya fue un diplomático, indio.
- Bejoy Krishna Acharya fue hijo de Subala y Pran Krishna.
- Fue Dewan de Tripura y Comisionado adjunto del Chapter de Himachal Pradesh.
- En 1950 enrtró al Indian Foreign Service.
- De 1950 a 1956 fue empleado en Daca y Camboya.
- De 1956 a 1959 fue secretario de enlace en el Ministerio de Asuntos Exteriores (India).
- De 1959 a 1962 fue embajador en Praga con acreditación en Bucarest.
- De 1962 a 1964 fue embajador en Rabat con acreditación en Túnez (ciudad).
- De 1964 a 1966 fue Alto Comisionado en Ottawa.
- De 1969 a 1971 fue Alto Comisionado en Islamabad.
- De 1971 a 1972 fue comisionado de la Vigilancia de Estado en Bengala Occidental.
- De 1972 a 1977 fue comisionado de la Vigilancia de Estado de la India.[1]